# Алексий (Бирон)
Игу́мен Алекси́й (в миру Андре́й фон Бирон; 1957, Белград — 22 декабря 2021, Торонто) — священнослужитель Русской православной церкви заграницей, игумен; начальник Русской Духовной Миссии РПЦЗ в Иерусалиме (1997—2000).
Тезоименитство — 20 мая (2) июня (святитель Алексий Московский)

## Биография
Родился в 1957 году в Белграде, в русско-венгерской семье (отец русский, мать — венгерка). После получения среднего образования поступил на факультет археологии Белградского университета, но в связи с переездом семьи в 1980 году в Канаду, продолжил обучение на факультете философии канадского вуза. Позднее продолжил образование в Италии, где обучался в Неаполе и Риме, получив диплом по философии в Папском григорианском университете.
По возвращении в Канаду обучался в католическом иезуитском университете Реджис, который окончил в 1986 году со степенью магистра богословия.
Обратился в православие на Святой Горе Афон. Был пострижен в рясофор и 20 июля 1986 года рукоположен в священный сан в греческой старостильной юрисдикции в Афинах, после чего перешёл в юрисдикцию Русской православной зарубежной церкви и служил в США под архипастырским руководством епископа Манхэттенского Илариона (Капрала). Прослушал курс лекций в Свято-Троицкой семинарии в Джорданвилле, был назначен для служения в Свято-Стефановский приход в Олд Форж, где занимался строительством каменного храма.
В 1988 году, получив разрешение вернуться в Европу, переехал в Копенгаген, где с 16 декабря начал служить в качестве настоятеля Александро-Невского храма.
19 мая (1) июня 1994 года архиепископом Берлинским и Германским Марком (Арндтом) в монастыре преподобного Иова Почаевского в Мюнхене был пострижен в монашество с наречением имени Алексий (в честь святителя Алексия Московского).
В 1997 году был назначен начальником Русской Духовной Миссии в Иерусалиме (РПЦЗ) и служил в русских монастырях на Елеоне и в Гефсимании.
В 2000 году перешёл в клир Монреальской и Канадской епархии.
Скончался 22 декабря 2021 года в Торонто.
Полиглот. Владел русским, английским, сербским, датским языками и ивритом.